# Messerschmitt Me 262
El Messerschmitt Me 262 va ser el primer avió de reacció que va entrar en combat durant la Segona Guerra Mundial, segons estableixen molts historiadors. L'aparició d'aquest model, que segons el paper que anava a desenvolupar era conegut com ”Schwalbe” (“Oreneta” en alemany) o ”Sturmvogel” (“Petrell” en alemany), va representar una gran sorpresa pels aliats, que no esperaven un avió tan avançat.
Per a molts historiadors, els aliats van tenir sort que aquest avió aparegués tard i en poca quantitat, sinó podria haver canviat el curs de la guerra. També és destacable que va servir com a referència a posteriors dissenys russos i americans, com va passar amb el desenvolupament de moltes armes alemanyes un cop acabada la guerra.

## Història
Tot i que el primer avió de reacció va volar una mica abans, els alemanys ja tenien l'experiència adquirida amb el Heinkel He 178, que just havia volat el 27 d'agost de 1939. I és que Ernst Heinkel ja experimentava amb motors de reacció des de feia temps.
El desenvolupament del Me 262 havia començat a Messerschmitt AG durant la tardor de 1938 amb el nom de projecte P.1065 sota la direcció de Waldemar Voight i amb la supervisió de Wilhelm Messerscmitt. El primer projecte preveia un avió d'ales rectes amb dos motors, per la manca d'empenta dels propulsors, situats en mig de les ales. Aquest projecte va ser modificat dues vegades abans de ser enviat al Reichsluftfahrtministerium (Ministeri de l'Aire Alemany), que en juliol de 1940 va ordenar la construcció de tres prototips.
Per altra banda, Heinkel Flugzeugwerke AG havia presentat un altre projecte anomenat Heinkel He 208, que competia amb ell però que va patir molts problemes, ja que els primers turboreactors, que havia de construir la casa BMW, es retardaven molt. Per altra banda el Heinkel He 208 va volar per primer cop el 2 d'abril de 1941, però els enfrontaments d'Ernst Heinkel amb el Reichsluftfahrtministerium van fer fracassar el seu projecte. Així doncs, el primer prototip anomenat Me 262V1 (la V l'hi ve de Versuch: experimental) es va envolar el 18 d'abril de 1941, propulsat per un motor de pistons Jumo 210G amb 710 CV com a únic mitja de propulsió.

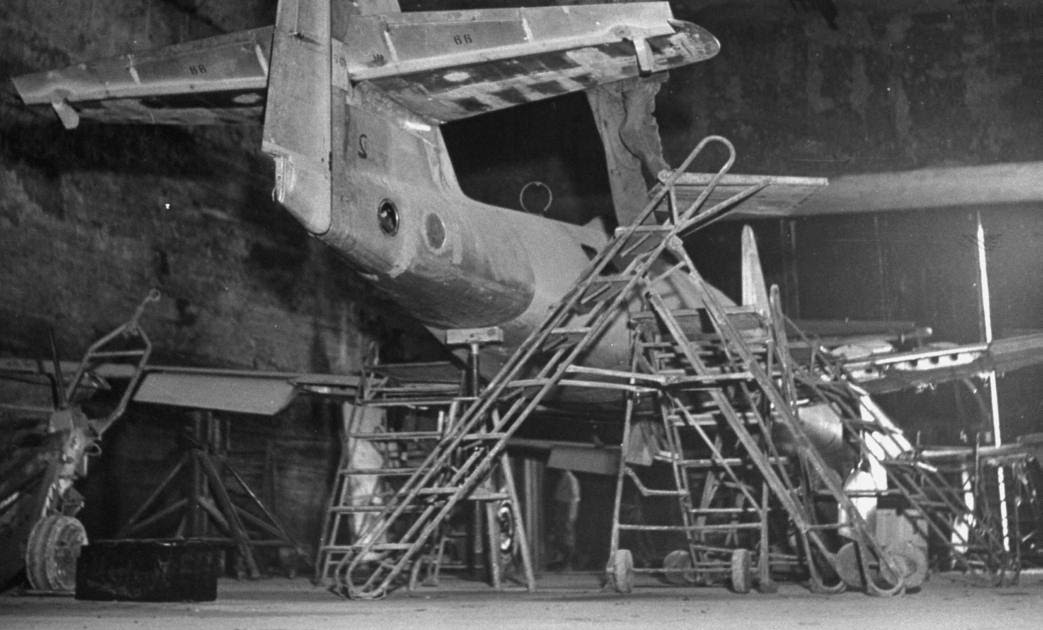
Foto de la construcció del Messerschmitt Me 262 presa en 1945

Tot i els entrebancs soferts, en juliol de 1941 el RLM va encarregar la construcció de 5 prototips més, i després de molts entrebancs es van poder muntar les turbines BMW 003 amb 550 kg d'empenta cadascuna. El 25 de març de 1942, el pilot de proves Fritz Wendel es va enlairar utilitzant un motor de pistons muntat en el morro, però en aturar-lo les turbines van fallar i el model es va estavellar, per sort el pilot va resultar sa i estalvi. Tot i això es va preparar un altre prototip, amb molts retards i entrebancs per culpa de les turbines, però finalment es va arribar a una solució de compromís amb turbines fabricades per Junkers Flugzeug und Motorwerke AG (Fàbrica d'avions i motors), i es van muntar dues turbines Jumo 004A que no van deixar llest el prototip fins al 2 d'octubre de 1942. Tot i aquests entrebancs el govern ja havia fet una comanda de 15 aparells, el maig de 1942, que després va ampliar amb 30 més el mateix octubre de 1942.
El 18 de juliol de 1942 es va enlairar finalment el tercer prototip Me 262V3, i aquesta vegada sense motor de pistons, però presentava uns problemes per a l'enlairament que van obligar a redissenyar el tren d'aterratge. No va ser fins al 22 de maig de 1943 que el Generalmajor (General Major) Adolf Galland va volar en el Me 262V4, i en baixar no va poder més que exclamar <<”Es ist, als ob ein Engel schiebt!” (és com volar empès pels àngels) >>, i va recomanar la producció d'aquest avió. En aquest punt van sorgir importants discrepàncies amb el paper que hauria de desenvolupar aquest avió, ja que el Führer (Adolf Hitler) volia que fos un bombarder, ajudat pel mateix criteri d'Erhad Milch, en aquell moment inspector general del RLM, contrari a qualsevol esforç que representés un entrebanc en la producció dels caces del moment (Bf 109 i Fw 190). Tot plegat tenia com a conseqüència l'endarreriment del projecte.
Finalment el novembre del 1943 Hitler va poder presenciar les evolucions del prototip Me 262V6, però això va dur-lo a reafirmar-se més en la convicció que era el bombarder ràpid que Alemanya necessitava per dur a terme la venjança sobre els aliats. Axó va provocar un altre endarreriment en la producció de l'avió i el pas de Galland al Jagdgeschwader 44 (ala de caça en alemany).
No va ser fins a juny de 1944 que no va entrar en producció, i per aquell temps les fàbriques alemanyes ja estaven sent molt castigades pels bombarders aliats, de forma que no es van poder fabricar en gran escala. Això, afegit a la manca de combustible i les penúries a què estava sotmesa la nació alemanya, expliquen el poc impacte que va causar l'aparició d'aquest avió en la Segona Guerra Mundial.

## Detalls constructius

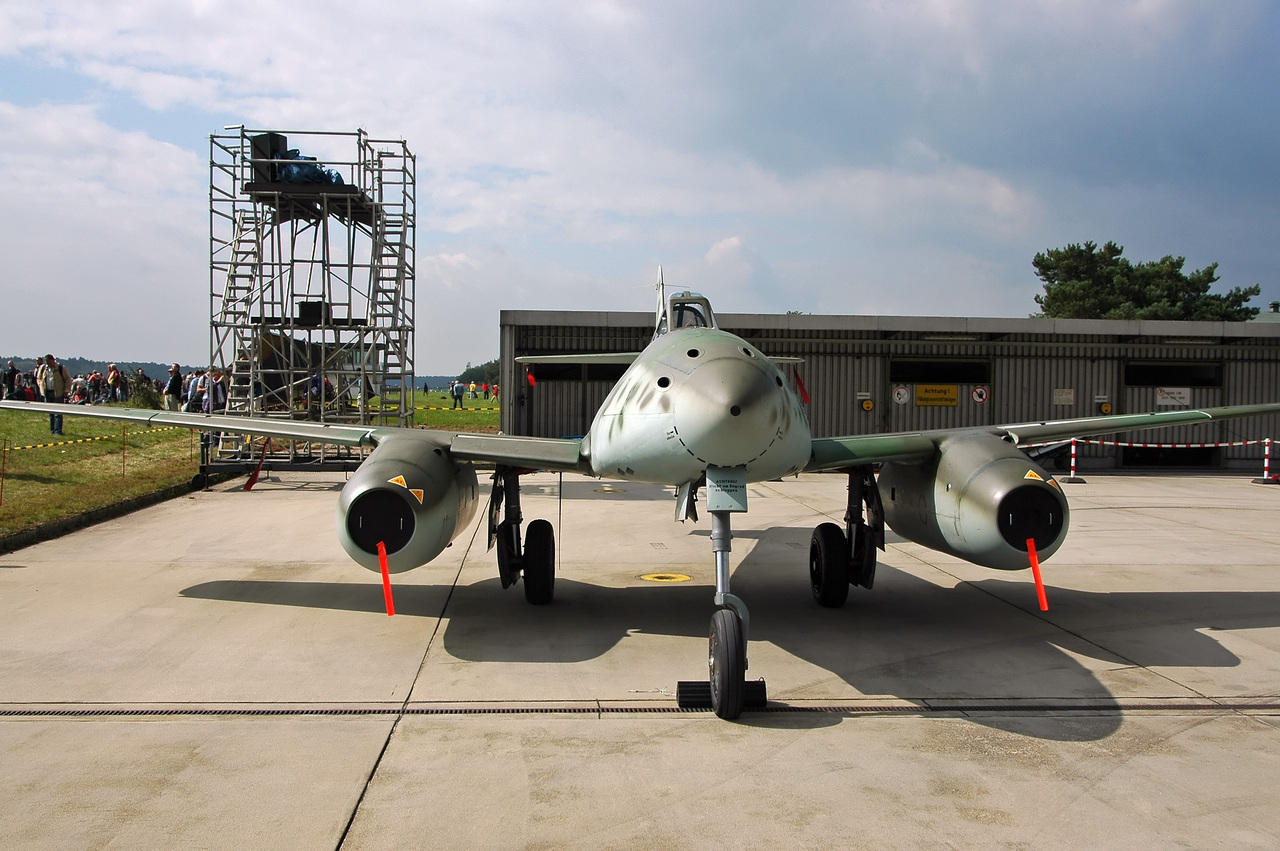
Vista de l'amenaçador frontal del Me 262. Notar la disposició dels 4 canons, i el perfil clarament triangular del fuselatge.

El Me 262 era un avió avançat per la seva època, i molt millor que el seu contemporani anglès el Gloster Meteor: més ràpid (de l'ordre de 200 km/h) i més lleuger, més potent i millor armat.
Dissenyat amb uns perfils molt característics, amb una personalitat molt pròpia, que el fan per a alguns un avió encisador, disposava d'un armament certament molt eficaç a curta distància i letal. Un encert amb una bala de 30 m/m, en un bombarder, feia un forat de quasi un metre quadrat, i un encert amb un coet, era avió abatut segur. Això el feia temut pels seus contrincants, i va contribuir a la seva llegenda d'avió sinistre. Estem parlant doncs d'un avió amb silueta de tauró amb el ventre pla, és a dir secció de fuselatge clarament triangular amb els cantells arrodonits. Les ales en “fletxa” amb una inclinació de 18,5º cap enrere, i els motors situats sota de les ales, a la meitat de l'ala aproximadament. Tren d'aterratge tricicle avançat. La part dels estabilitzadors del darrere peculiar ja que els timons de profunditat estan a un cinquè (1/5) d'alçària del timó de direcció. La construcció modular per facilitar el manteniment, molt necessari per la precarietat de les turbines.

## Característiques tècniques

Vistes del Me 262

Del model Me 262A-1a dades obtingudes dels llibres Quest for Performance (Preguntes per les prestacions). i Manual del Me 262.
| * Mides exteriors                                      | * Mides exteriors            |
| ------------------------------------------------------ | ---------------------------- |
| longitud total                                         | = 10.60 m                    |
| Amplada total                                          | = 12.60 m                    |
| Alçària                                                | = 3.50 m                     |
| Superfície alar                                        | = 21.7 m²                    |
| Pes buit                                               | = 3.795 kg                   |
| Pes màxim a l'envol                                    | = 7.130 kg                   |
| * Prestacions                                          |                              |
| Motor                                                  | = 2 Junkers Jumo 009-004     |
| Característiques'                                      | = turboreactor               |
| Empenta                                                | = 890 Kg cadascun            |
| Velocitat màxima                                       | = 485,9 kn (knots), 900 km/h |
| Velocitat de creuer                                    | = 443 km/h                   |
| Autonomia màxima                                       | = 1,050 km                   |
| Sostre                                                 | = 11,450 m                   |
| Velocitat d'ascens                                     | = 1.200 m/min                |
| Relació potència/pes                                   | = 0.28 Kw/kg                 |
| * Armament i equipament                                |                              |
| - 4 Canons Mk 108 de 30 m/m. - 24 Coets R4M de 55 m/m. |                              |

## Variants[7]
- Me 262V1/6

6 prototips amb numeració correlativa. Fins al tercer prototip no es va eliminar el motor de pistons addicional, el quart prototip va portar el tren d'aterratge definitiu, El primer vol el 18 d'abril de 1941, i el darrer prototip, el 17 d'octubre de 1943.
- Me 262A-1a

Model de caça interceptor conegut com ”Schwalbe” (“Oreneta” en alemany), armat amb 4 canons MK 108 de 30 m/m, visor de punteria Revi 16 B i aparell de radio FuG 16Y.
- Me 262A-1a/R1

Model com l'anterior més 24 coets “aire-aire” R4M. A partir de 1945.
- Me 262A-2a

Model caça bombarder conegut com ”Sturmvogel” (“Petrell” en alemany), armat amb dues bombes de 250 Kg i dos canons MK 108 de 30 m/m.
- 'Me 262A-2a/U2

Model de reconeixement fotogràfic, equipat amb dues càmeres obliqües Rb 50/30 en el morro i una altra Rb 20/30 o Rb 70/30 en el fuselatge.
- Me 262A-5a

Model de caça de reconeixement, equipat amb càmeres com l'anterior.
- Me 262B-1a/U1

Model de caça nocturn, dues places (pilot i operador del radar), Radar FuG 218 Neptun, cercador passiu FuG 350 ZC Naxus.
- Me 262C-1a

1 aparell de proves amb 1 coet de combustible líquid, per millorar el rendiment a alta cota. Preparat com a caça interceptor.
- Me 262C-2b

Model de caça d'intercepció amb motor coet per millorar l'enfilament
Hi ha altres variants, que no estan recollides perquè són prototips, o no es van arribar a fabricar, o són adaptacions sobre el terreny.
Després de la guerra i aprofitant seccions no muntades per Alemanya, la República Socialista de Txecoslovàquia va muntar aparells que va fer servir en el seu exèrcit fins a 1957.
- Avia S-92

versió del Me 262A-1a.
- Avia CS-92

Versió del Me262B-1a.

## Teatre d'operacions

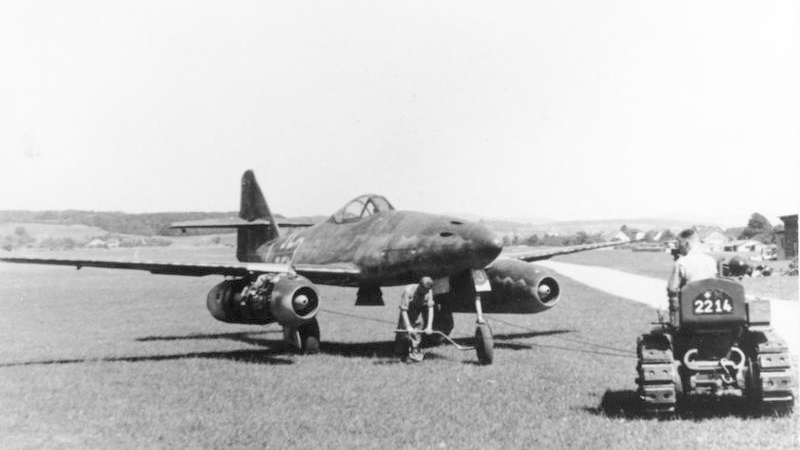
Me 262 A, als voltants de 1944/45

El 19 d'abril de 1944, es va formar l'Erprobungskommando (unitat de prova en alemany) 262 a Lechfeld, ciutat al sud d'Augsburg (Baviera). Aquesta unitat de prova s'anomenava Jäger Erprobungskommando Thierfelder, comandada pel Hauptmann Werner Thierfelder) per introduir el Me 262 al servei i poder crear un nucli de pilots entrenats en el vol d'aquest aparell. No va ser fins al 26 de juliol de 1944, en què el Leutnant Alfred Schreiber (primer “As” amb 5 victòries en reactor) amb el Me 262 A-1a amb el núm. 130 017 va danyar el Mosquito de reconeixement de l'esquadró No. 540 de la RAF pilotat per A. E. Wall que sortosament va poder evitar l'atac letal realitzant maniobres evasives i va poder aterrar a Itàlia. altres fons citen que l'avió es va malmetre durant les maniobres evasives.
Aquest és el primer incident, relatat i comprovat, en que intervé un reactor en la història de l'aviació de guerra. El Major Walter Nowotny va ser designat per comandar el grup, després de la mort de Thierfelder en juliol de 1944, i la unitat fou reanomenada com Kommando Nowotny, dedicada principalment a l'entrenament i el desenvolupament de pilots per als nous “jets”
Malgrat l'ordre de romandre en terra, Nowotny va escollir volar en una missió contra una formació de bombarders enemics, que volaven a 9.140 metres (30,000 peus), el 8 de novembre de 1944. Va reclamar dos P-51D destruïts abans de sofrir una fallada en els motors a alta cota. Llavors, pilotant desesperat per engegar els motors, va ser atacat per altres ”Mustangs” i es va veure forçat a abandonar l'avió. Alguns historiadors americans proposen que la victòria sobre Nowotny la va obtenir el pilot de P-51D,Tinent Robert W Stevens del grup Nº 364. Altres fonts l'atribueixen al Tinent primer Edward “Buddy” Haydon del grup Nº 357 i al Capità Ernest “Feeb” Fiebelkorn del grup Nº 20, ambdós de la USAAF.
Actualment, les circumstàncies exactes que van envoltar la mort de Walter Nowotny, segueixen sent incertes al dia d'avui. Hi ha la possibilitat que fos abatut per foc “amic”. El Kommando va ser retirat de les seves missions d'entrenament després de revisar les tàctiques de combat per optimitzar els punts forts del 262.
Per gener de 1945, va ser format el Jagdgeschwader 7 (JG 7) únicament format per aparells “jet”, encara que no seria operativa fins algunes setmanes més tard. Al mateix temps la unitat de bombarders – I Gruppe, Kampfgeschwader 54 (KG 54) – va ser reequipada amb avions Me 262 A-2a, versió de caça bombarder, per ser usats en atacs a terra. D'aquesta manera, la unitat va perdre 12 jets en accions en dues setmanes.

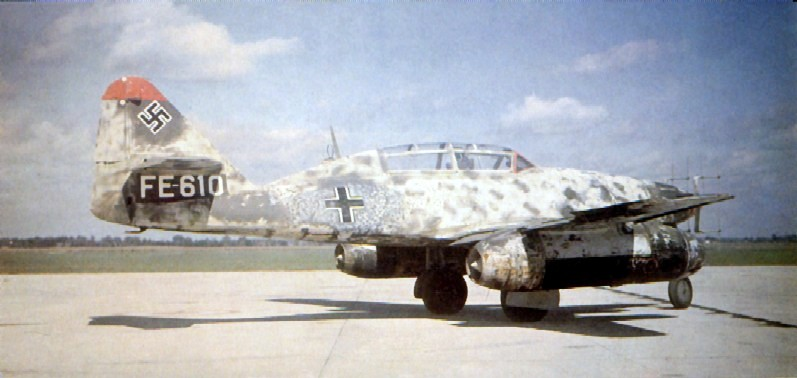
vista de costat d'un caça nocturn Me 262B-1a/U1, nº de fabricació 110306, amb antena de radar Neptun en el morro i segon seient per a l'operador de radar. Aquest avió va ser lliurat a la RAF a Slesvig (Alemanya) en maig de 1945.

El Jagdverband 44 (JV 44) va ser una altra unitat formada amb avions Me 262, del Staffel (esquadró) format amb un baix nombre de personal. Va ser creat el febrer de 1945 pel Lieutenant General Adolf Galland, que havia dimitit poc abans com a General der Jagdflieger (General en cap de l'arma de caça). Galland va ser capaç de reunir, en la seva unitat, el més alt nombre de pilots experimentats i condecorats per les seves victòries que restaven en terra per manca de combustible.
Durant el març de 1945, els avions Me 262 van ser capaços de muntar atacs en gran escala, per primer cop, a les formacions de bombarders aliats. El 18 de març, 37 Me 262 del JG 7 van interceptar una força de 1.221 bombarders i 632 avions d'escorta. Van ser capaços d'abatre 12 bombarders amb l'única pèrdua de 3 Me 262, és a dir una relació de 4:1 que era el que la Luftwaffe hagués necessitat per marcar un impacte durant la guerra. L'escala absoluta d'aquest èxit és menor, ja que només representa l'1% de les forces atacants. Cal tenir en compte que ja en 1943 i començaments de 1944 la USAAF havia sofert, en els seus atacs massius, unes pèrdues del 5% i més, de manera que les pèrdues infligides per alguns Me 262 no significaven cap contratemps en les seves operacions.
Malgrat les seves deficiències, el Me 262 va significar, clarament, el principi de la fi de l'era del motor de pistons en els avions de caça. Solament destacar que aquest avió volava a velocitats superiors a 850 km/h, vora de 150 Km/h més ràpid que qualsevol avió aliat present en el front europeu. Una de les més representatives mancances del Me 262 eren les maniobres d'enlairament i aterratge, que es realitzaven lentament i a on es van mostrar molt vulnerables. Per això els camps d'aviació destinats a aquests avions eren envoltats de defenses antiaèries i sempre hi havia caces Bf 109 i Fw 190 a punt per protegir aquestes operacions
Hi va haver una proposta d'entregar els avions del JV44 als aliats, però aquesta maniobra va ser coneguda per la SS, i es van destruir un total de 24 avions amb bombes als motors. I ja per acabar val la pena destacar que els 300 avions d'aquest model que van arribar a volar van aconseguir abatre un total de 352 avions aliats.

## Supervivents

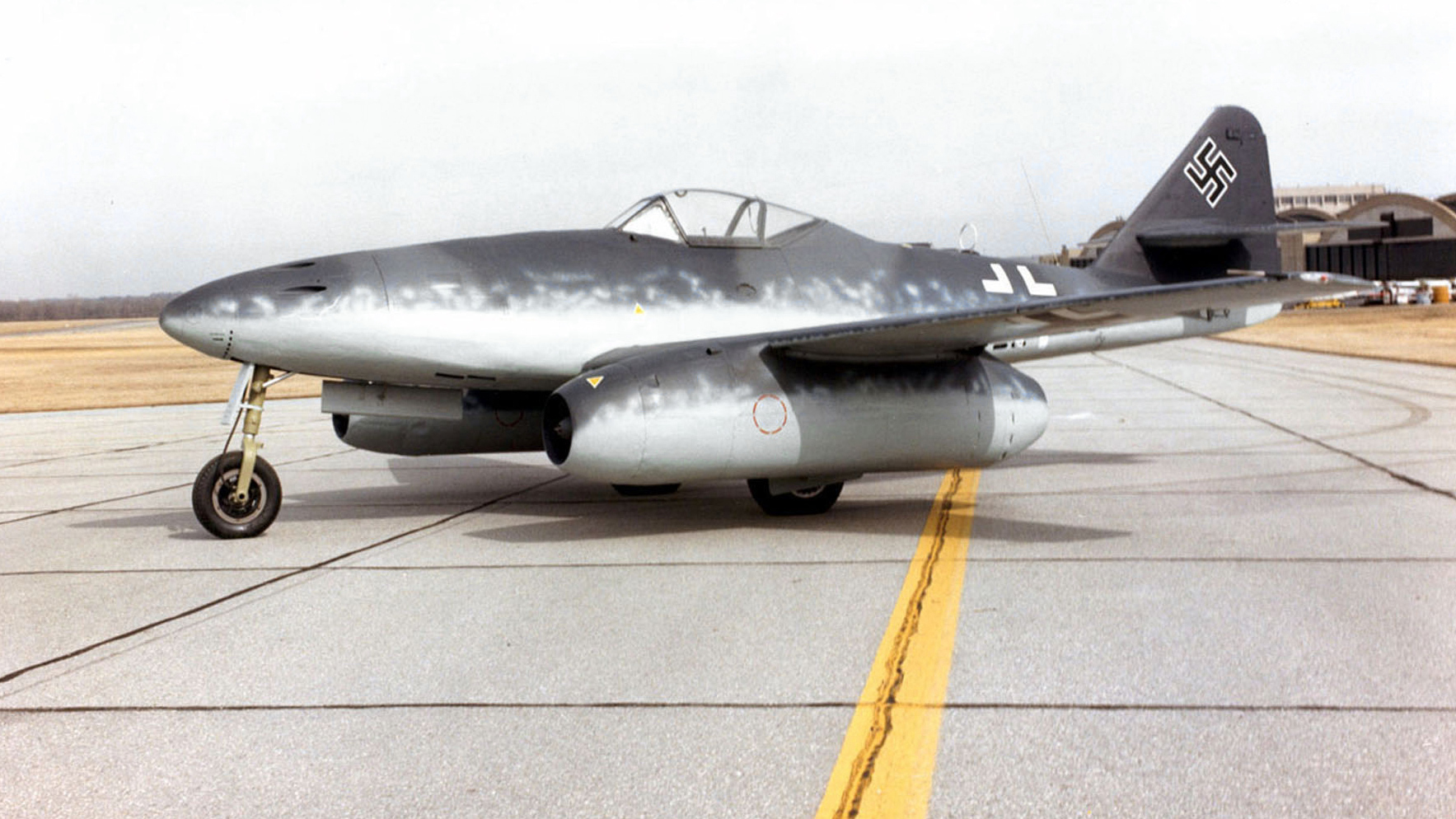
Me 262A existent en el National Museum of the USAF a base aèria de Wright-Patterson (Ohio)

Me 262A, Numero de construcció 500071 "Blanc 3", III./JG 7
Deutsches Museum, Múnic, Alemanya. Aquest avió, pilotat per Hans Guido Mutke quan era pilot del 9. Staffel/JG 7, va ser confiscat per les autoritats Suïsses el 25 d'abril de 1945 quan Mutke va fer un aterratge d'emergència a Suïssa per manca de combustible (li'n restaven 80 litres, quan el consum normal era de 35 litres per minut).
Me 262 A-1a
Reconstruït amb diverses parts procedents de avions estavellats i d'altres d'avions incomplets. Luftwaffenmuseum der Bundeswehr, Alemanya.
Me 262 A-1a Numero de construcció 501232 "Groc 5", 3./KG(J)6
National Museum of the United States Air Force, base aèria de Wright-Patterson Air Force Base, de Dayton, Ohio, Estats Units.
Me 262 A-1a/U3 Numero de construcció 500453
Flying Heritage Collection, Arlington (Washington), Estats Units, previst exposar-lo a Everett (Washington) en l'estiu del 2008, es trobava en restauració a Anglaterra.
Me 262 A-1a Numero de construcció 500491 "Groc 7", II./JG 7
National Air and Space Museum, Smithsonian Institution, Washington DC, Estats Units.
Me 262 A-2a Numero de construcció 112372
RAF Museum base de la RAF a Hendon (Londres, Regne Unit).
Me 262 A-2a Numero de construcció 500200 "Negre X 9K+XK", 2 Staffel./KG 51
Australian War Memorial, Canberra, Austràlia.
Me 262 B-1a/U1, Numero de construcció 110305 "Vermell 8"
South African National Museum of Military History, Johannesburg, Sud-àfrica.
Me 262 B-1a, Numero de construcció 110639 "Blanc 35"
National Museum of Naval Aviation, Pensacola (Florida) (Prèviament a Naval Air Station Willow Grove, Willow Grove, (Pennsilvània, Estats Units)
Avia S-92
Aviation Museum, Kbely, Praga, República Txeca.
Avia CS-92
Aviation Museum Kbely, Praga, República Txeca.
A part cal comptar amb diverses rèproduccions en estat de vol, que s'exhibeixen en diversos ”Air Shows” (exhibicions aèries) en països anglòfons.

## Cultura popular

### Novel·les, cinema i música
- Clive Cussler famós escriptor de novel·les de ficció, descriu el personatge de Dirk Pitt, que és propietari d'un Me 262 que va adquirir quan ajudava a excavar en un camp d'aviació ocult, a on van trobar diverses aeronaus.[18]
- El grup america de rock Blue Öyster Cult, en el seu àlbum Secret Treaties del 1974, inclou una cançó titulada "ME 262". La tapa de l'àlbum és un dibuix que representa la banda posant en un Me 262 que a la cua porta el logotip de la banda.
- En la pel·lícula del 2012 Red Tails (Timons vermells), membres del 332 Fighter Group (coneguts com els "The Tuskegee Airmen" (els pilots de Tuskegee)) volant amb P-51 Mustang combaten amb Me 262 (versions digitals), que és la part de climax de la pel·lícula.[19]

### Videojocs
En els simuladors de vol existeixen una o més variants del Messerschmitt Me 262, com el simulador de vol de codi obert FlightGear, així com en el sector comercial. En el simulador aeri per PC Chuck Yeager's Air Combat, en la veu virtual de Chuck Yeager els pilots aliats fan servir l'expressió blow job que era el sobrenom per al Me 262.

## Avions similars
- Bell P-59 Airacomet
- Caproni Campini N.1
- Gloster Meteor
- Heinkel He 280
- Lockheed P-80 Shooting Star
- Nakajima J9Y
- Nakajima Ki-201
- Sukhoi Su-9